# Culotte de golf

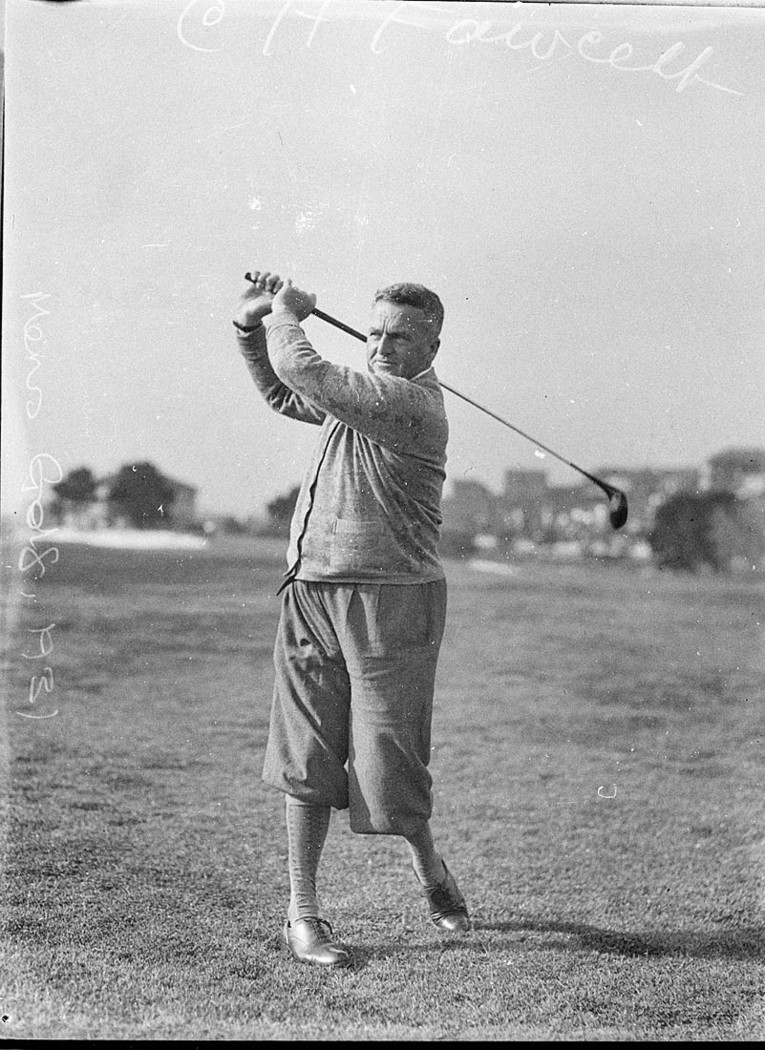
Cet habit est prisé des golfeurs (ici en 1931), qui évitent ainsi de salir le bas de leur pantalon sur le green.

La culotte de golf, ou pantalon de golf, également désigné au pluriel, est un pantalon court et fermé d'élastiques au mollet, le collant à la chaussette. Il ne faut pas confondre avec les knickerbockers, qui s'arrêtent au genou ; en anglais, les pantalons de golf se nomment « plus fours » (litt. « plus quatre »), c'est-à-dire 4 pouces plus bas que les knickerbockers s'arrêtant aux genous.
Née dans les années 1920, d'après les knickerbockers existants depuis la fin du XIXe siècle, la culotte de golf reste à la mode jusqu'au milieu des années 1930. Son invention semble remonter aux soldats anglais de la Première Guerre mondiale. Plus ample que les knickerbockers, cette nouvelle coupe devient prisée des sportifs, notamment des golfeurs, pour lesquels elle s'avère plus pratique. Au début des années 1980, plusieurs golfeurs, dont Payne Stewart, portent à nouveau la culotte de golf.
À la mode dans les années 1930, la culotte de golf demeure connue pour être l'habit immuable de Tintin, qui la porte dès sa création en 1929 et la garde ensuite bien qu'elle passe de mode. Hergé cède finalement à son temps et habille son héros de jeans marron pour le film d'animation Tintin et le Temple du Soleil en 1969 et dans le dernier album, Tintin et les Picaros, en 1976. Les adaptations ultérieures, après la mort d'Hergé, gomment néanmoins ce changement désapprouvé par la plupart des lecteurs.